# マーク・ライター・ジュニア
マーク・ライター・ジュニア（Mark Leiter Jr., 1991年3月13日 - ）は、アメリカ合衆国フロリダ州ブロワード郡フォートローダーデール出身のプロ野球選手（投手）。右投右打。MLB・ニューヨーク・ヤンキース所属。
父はフィラデルフィア・フィリーズなどで活躍した元メジャーリーガー（投手）のマーク・ライター。叔父（マークの弟）はニューヨーク・メッツなどで活躍した元メジャーリーガー（投手）のアル・ライター。

## 経歴

### プロ入り前
少年時代は熱狂的なフィラデルフィア・フィリーズファンとして育った。

### プロ入りとフィリーズ時代
2013年のMLBドラフト22巡目（全体661位）でフィリーズから指名され、プロ入り。契約後、傘下のルーキー級ガルフ・コーストリーグ・フィリーズでプロデビュー。A級レイクウッド・ブルークロウズとA+級クリアウォーター・スレッシャーズでもプレーし、3球団合計で16試合（先発4試合）に登板して4勝0敗、防御率1.20、50奪三振を記録した。
2014年はA級レイクウッドとA+級クリアウォーターでプレーし、2球団合計で27試合に先発登板して9勝12敗、防御率4.35、141奪三振を記録した。
2015年はA+級クリアウォーターとAA級レディング・ファイティン・フィルズでプレーし、2球団合計で27試合（先発21試合）に登板して8勝7敗1セーブ、防御率3.09、121奪三振を記録した。
2016年はAA級レディングでプレーし、23試合（先発17試合）に登板して6勝3敗1セーブ、防御率3.39、94奪三振を記録した。
2017年はAAA級リーハイバレー・アイアンピッグスで開幕を迎えた。4月18日にメジャー契約を結んでアクティブ・ロースター入りし、28日のロサンゼルス・ドジャース戦でメジャーデビュー。この年メジャーでは27試合（先発11試合）に登板して3勝6敗、防御率4.96、84奪三振を記録した。
2018年は12試合に登板したが防御率5.40と調子は上がらず、8月28日にDFAとなった。

### ブルージェイズ時代
2018年9月1日にウェイバー公示を経てトロント・ブルージェイズへ移籍した。この年ブルージェイズでは8試合に登板して防御率13.50、9奪三振を記録した。2球団合計では20試合に登板して0勝1敗、防御率7.71、22奪三振を記録した。オフの11月26日にDFAとなり、30日にマイナー契約で傘下のAAA級バッファロー・バイソンズへ配属された。
2019年は3月にトミー・ジョン手術を受け、シーズンを全休した。オフの11月4日にFAとなった。

### ブルージェイズ退団後
2020年2月7日にアリゾナ・ダイヤモンドバックスとマイナー契約を結んだ。この年は新型コロナウイルスの感染拡大の影響でマイナーリーグが開催されなかったため、公式戦に出場することなく5月22日に自由契約となった。退団後は独立リーグ・アトランティックリーグのサマセット・ペイトリオッツと契約したが、アトランティックリーグも開催中止となったため、リーグの代替として7月から行われた特別シリーズに出場した。
2021年3月18日にデトロイト・タイガースとマイナー契約を結んだ。この年はAA級エリー・シーウルブズで2勝4敗、AAA級トレド・マッドヘンズで8勝4敗の成績を残したが、メジャー昇格の機会はなかった。オフの11月7日にFAとなった。

### カブス時代
2021年12月15日にシカゴ・カブスとマイナー契約を結んだ。2022年4月16日にアクティブ・ロースター入りした。8月16日のワシントン・ナショナルズ戦でキャリア初セーブを記録した。このシーズンは35試合に出場し、2勝7敗で防御率3.99という成績を残した。
2023年シーズンはブルペンの一角として69試合に登板し、防御率3.50を記録した。

### ヤンキース時代
2024年7月30日にジャック・ニーリー、ベン・カウルズとのトレードでニューヨーク・ヤンキースへ移籍した。

## 選手としての特徴
父譲りの闘争心溢れる投球が売りである。

## 詳細情報

### 年度別投手成績
| 年 度    | 球 団    | 登 板 | 先 発 | 完 投 | 完 封 | 無 四 球 | 勝 利 | 敗 戦 | セ 丨 ブ | ホ 丨 ル ド | 勝 率 | 打 者 | 投 球 回 | 被 安 打 | 被 本 塁 打 | 与 四 球 | 敬 遠 | 与 死 球 | 奪 三 振 | 暴 投 | ボ 丨 ク | 失 点 | 自 責 点 | 防 御 率 | W H I P |
| -------- | -------- | ----- | ----- | ----- | ----- | -------- | ----- | ----- | -------- | ----------- | ----- | ----- | -------- | -------- | ----------- | -------- | ----- | -------- | -------- | ----- | -------- | ----- | -------- | -------- | ------- |
| 2017     | PHI      | 27    | 11    | 0     | 0     | 0        | 3     | 6     | 0        | 0           | .333  | 395   | 90.2     | 90       | 18          | 31       | 2     | 7        | 84       | 3     | 0        | 59    | 50       | 4.96     | 1.34    |
| 2018     | PHI      | 12    | 0     | 0     | 0     | 0        | 0     | 1     | 0        | 0           | .000  | 84    | 16.2     | 22       | 5           | 8        | 2     | 1        | 13       | 0     | 0        | 17    | 10       | 5.40     | 1.80    |
| 2018     | TOR      | 8     | 0     | 0     | 0     | 0        | 0     | 0     | 0        | 1           | ----  | 39    | 6.2      | 13       | 2           | 4        | 1     | 1        | 9        | 2     | 0        | 11    | 10       | 13.50    | 2.55    |
| '18計    | TOR      | 20    | 0     | 0     | 0     | 0        | 0     | 1     | 0        | 1           | .000  | 123   | 23.1     | 35       | 7           | 12       | 3     | 2        | 22       | 2     | 0        | 28    | 20       | 7.71     | 2.01    |
| 2022     | CHC      | 35    | 4     | 0     | 0     | 0        | 2     | 7     | 3        | 4           | .222  | 282   | 67.2     | 52       | 10          | 25       | 2     | 7        | 73       | 5     | 0        | 32    | 30       | 3.99     | 1.14    |
| 2023     | CHC      | 69    | 0     | 0     | 0     | 0        | 1     | 3     | 4        | 28          | .250  | 269   | 64.1     | 48       | 7           | 24       | 0     | 8        | 77       | 2     | 1        | 27    | 25       | 3.50     | 1.12    |
| 2024     | CHC      | 39    | 0     | 0     | 0     | 0        | 2     | 4     | 0        | 13          | .333  | 152   | 36.1     | 27       | 2           | 13       | 0     | 1        | 53       | 2     | 0        | 20    | 17       | 4.21     | 1.10    |
| 2024     | NYY      | 21    | 0     | 0     | 0     | 0        | 2     | 1     | 0        | 2           | .667  | 104   | 21.2     | 28       | 6           | 9        | 1     | 2        | 33       | 3     | 0        | 14    | 12       | 4.98     | 1.71    |
| '24計    | NYY      | 60    | 0     | 0     | 0     | 0        | 4     | 5     | 0        | 15          | .444  | 256   | 58.0     | 55       | 8           | 22       | 1     | 3        | 86       | 5     | 0        | 34    | 29       | 4.50     | 1.33    |
| MLB：5年 | MLB：5年 | 211   | 15    | 0     | 0     | 0        | 10    | 22    | 7        | 48          | .313  | 1325  | 304.0    | 280      | 50          | 114      | 8     | 27       | 342      | 17    | 1        | 180   | 154      | 4.56     | 1.30    |

- 2024年度シーズン終了時

### 年度別守備成績
| 年 度 | 球 団 | 投手（P） | 投手（P） | 投手（P） | 投手（P） | 投手（P） | 投手（P） |
| 年 度 | 球 団 | 試 合     | 刺 殺     | 補 殺     | 失 策     | 併 殺     | 守 備 率  |
| ----- | ----- | --------- | --------- | --------- | --------- | --------- | --------- |
| 2017  | PHI   | 27        | 10        | 8         | 0         | 0         | 1.000     |
| 2018  | PHI   | 12        | 2         | 1         | 0         | 0         | 1.000     |
| 2018  | TOR   | 8         | 0         | 1         | 0         | 0         | 1.000     |
| '18計 | TOR   | 20        | 2         | 2         | 0         | 0         | 1.000     |
| 2022  | CHC   | 35        | 2         | 9         | 0         | 2         | 1.000     |
| 2023  | CHC   | 69        | 5         | 3         | 0         | 0         | 1.000     |
| 2024  | CHC   | 39        | 1         | 2         | 0         | 0         | 1.000     |
| 2024  | NYY   | 21        | 0         | 2         | 1         | 0         | .667      |
| '24計 | NYY   | 60        | 1         | 4         | 1         | 0         | .833      |
| MLB   | MLB   | 211       | 20        | 26        | 1         | 2         | .979      |

- 2024年度シーズン終了時

### 背番号
- 59（2017年）
- 31（2018年 - 同年8月27日）
- 62（2018年9月3日 - 同年終了、2022年）
- 38（2023年 - 2024年）
- 56（2025年 - ）